# Phare de Saint-Mathieu
Le phare de Saint-Mathieu est situé sur la pointe Saint-Mathieu, à Plougonvelin, dans les environs de Brest, dans le Finistère. Cette tour, construite en 1835 dans les ruines d'une ancienne abbaye, est un phare d'atterrissage dont la portée théorique est de 29 milles marins (environ 55 km). Situé entre Le Créac'h d'Ouessant et le phare de l'île de Sein il indique la Pointe de Saint Mathieu. Ces trois feux majeurs sont les atterrages de la pointe occidentale de Bretagne.
Le phare fait l’objet d’un classement au titre des monuments historiques depuis le 23 mai 2011,.

## Caractéristiques
Aligné avec le phare de Kermorvan, il donne la direction du chenal du Four, à 158°5 depuis son entrée au Nord - lorsque l'on arrive de la Manche pour rejoindre la rade de Brest ou le Raz de Sein - jusqu'à son premier virage à droite jusqu'au cap 012° donné par le feu de guidage de Corsen. Cet alignement mène jusqu'au "tournant de Lochrist"  où le feu auxiliaire de  Saint Mathieu prendra le relais pour guider les navires jusqu'à la route donnée par le phare de Trézien aligné avec celui de Kermorvan. Ce dernier alignement les fera sortir du chenal du Four et ensuite éviter tous les dangers présentés par de La Vandrée et de toutes les basses qui prolongent les Tas de Pois,  permettant ensuite aux navires de passer en toute sécurité entre la Basse de l'Iroise et celle du Laborieux. Puis le balisage du raz de Sein prendra le relais. Le balisage des côtes de France est tel qu'il permet à tout navire longeant ses côtes d'avoir toujours un ou plusieurs feux en vue.

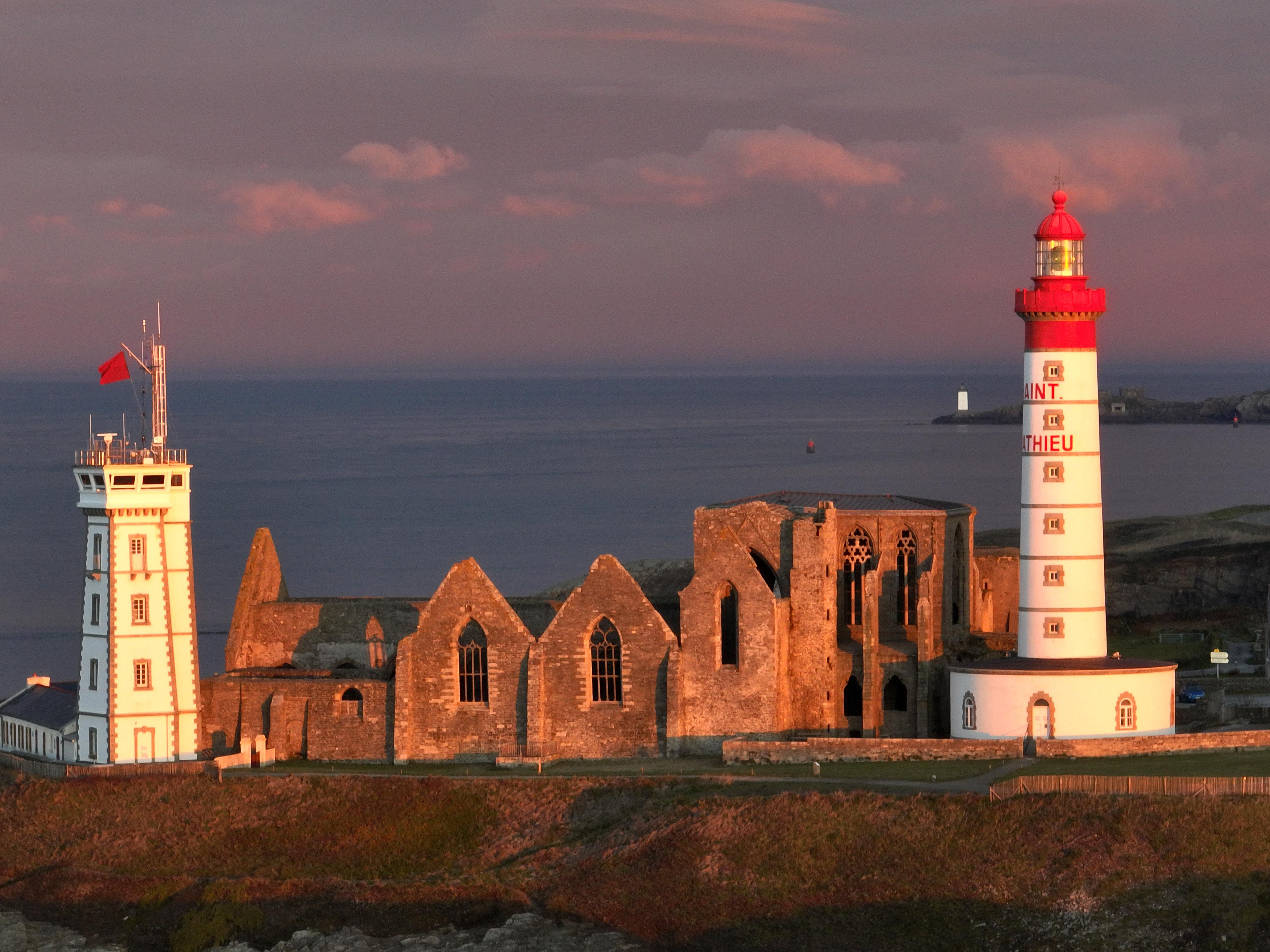
Le sémaphore, les ruines de l'abbaye et le phare.

## Historique
Sur le promontoire de Saint-Mathieu ne se dressent pas seulement les ruines d'une abbaye, mais aussi un phare et un sémaphore moderne. Si cet ensemble peut sembler baroque (au point que certains avaient avancé l'idée, dans le cadre d'une restauration de l'abbaye, de démonter le phare pour le reconstruire plus loin), le site n'en garde pas moins sa cohérence, tant ces éléments sont liés par leur histoire.

### Premiers feux
Dans les ruines, une tour carrée est visible. Une étude archéologique a été réalisée à son sujet. L'édifice a servi de phare, peut-être dès l'époque romaine puisqu'une voie romaine existe de Kerilien en Plounéventer à la pointe Saint-Mathieu . À la fin du XVIIe siècle des besoins d'accès à la nouvelle base navale de Brest se font ressentir. En 1689, la Marine royale décide d'expérimenter un nouveau type de lanterne vitrée close installée au sommet de la tour carrée de l’abbaye de Saint-Mathieu, ce dispositif étant plus efficace contre les intempéries (vent, pluie). Cette expérience est si concluante que les ingénieurs du royaume décident de remplacent systématiquement les foyers ouverts des phares existants par ces foyers fermés dont la lanterne permet aux gardiens de surveiller par tous les temps leur feu. Ce projet est achevé à Saint-Matthieu en septembre 1692, en 1744 à Fréhel, en 1778 à Chassiron, en 1784 au Stiff, à Ouessant.
Mais l'entretien d'un feu coûte cher. Pour des raisons d'économie, le feu de Saint-Mathieu n'est allumé que par les nuits très noires d'automne et d'hiver. De plus, le feu de charbon ainsi allumé, peu efficace, risque d'embraser l'abbaye. En décembre 1695, on décide de le remplacer par une lanterne renfermant quinze lampions de cuivre placés sur trois rangées superposées et alimentés par de l'huile. Mais là aussi il y avait des inconvénients : dès que le niveau d'huile baisse, la lumière est renvoyée vers le ciel par le cuivre des lampions ; on brûle de l'huile de poisson non épurée, dont les vapeurs fuligineuses encrassent les vitres et réduisaient la portée du phare.
Par ailleurs, Tourville se plaint que le phare ne soit pas régulièrement allumé. Les religieux proposent leurs services en échange du droit de bris et sont chargés d'allumer le fanal à partir du 1er janvier 1694. En 1701, la Marine récupère le phare et loue une maison pour installer un gardien. La marine a entretenu, la nuit, depuis 1720, un fanal au haut du clocher de l'église abbatiale, pour diriger les navires. 
En mars 1750, un fort coup de vent démolit la lanterne et l'intendant de la Marine fait renforcer l'édifice par une armature métallique. À cette époque, le feu aurait pu être vu à deux lieues si sa clarté n'attirait les oiseaux de mer qui venaient s'y écraser et briser les carreaux. Pour les protéger, on doit poser un grillage qui absorbe une grande partie de la lumière.
En 1771, le lieutenant général des armées navales comte d'Estaing fait réaliser une série de modifications. On remplace les petits carreaux par de grandes glaces en verre de Bohême et les lampions par des lampes à double mèche alimentées par un mélange d'huile de poisson et d'huile de colza. La puissance de réflexion de ces réverbères à huile est renforcée par des réflecteurs en métal poli. Le feu de ce nouveau phare peut être vu jusqu'à 30 km.
L'abbaye en ruine est vendue le 24 juillet 1796 comme bien national, à Budoc Provost, notable du Conquet, qui l'achète 1800 livres en assignats et la livre aux démolisseurs. Ce bourgeois s'est cependant engagé auprès des autorités à ne pas détruire l'église et la tour carrée servant de phare. Épargnée lors la vente des biens nationaux, la tour n'a donc pas été démolie malgré la réserve importante de pierres qu'elle représentait.
En 1820, le feu de Saint-Mathieu est équipé d'une installation pour feu tournant avec 8 réflecteurs Lenoir et des lampes d'Argand, qui en accroissaient la portée. Mais reste le problème de la hauteur insuffisante de l'ensemble. « C'est un phare à feu tournant, dont les éclipses se succèdent de demi-minute en demi-minute, et dont la portée s'étend jusqu'à 24 kilomètres », écrivait Pol Potier de Courcy en 1867.

### Phare actuel

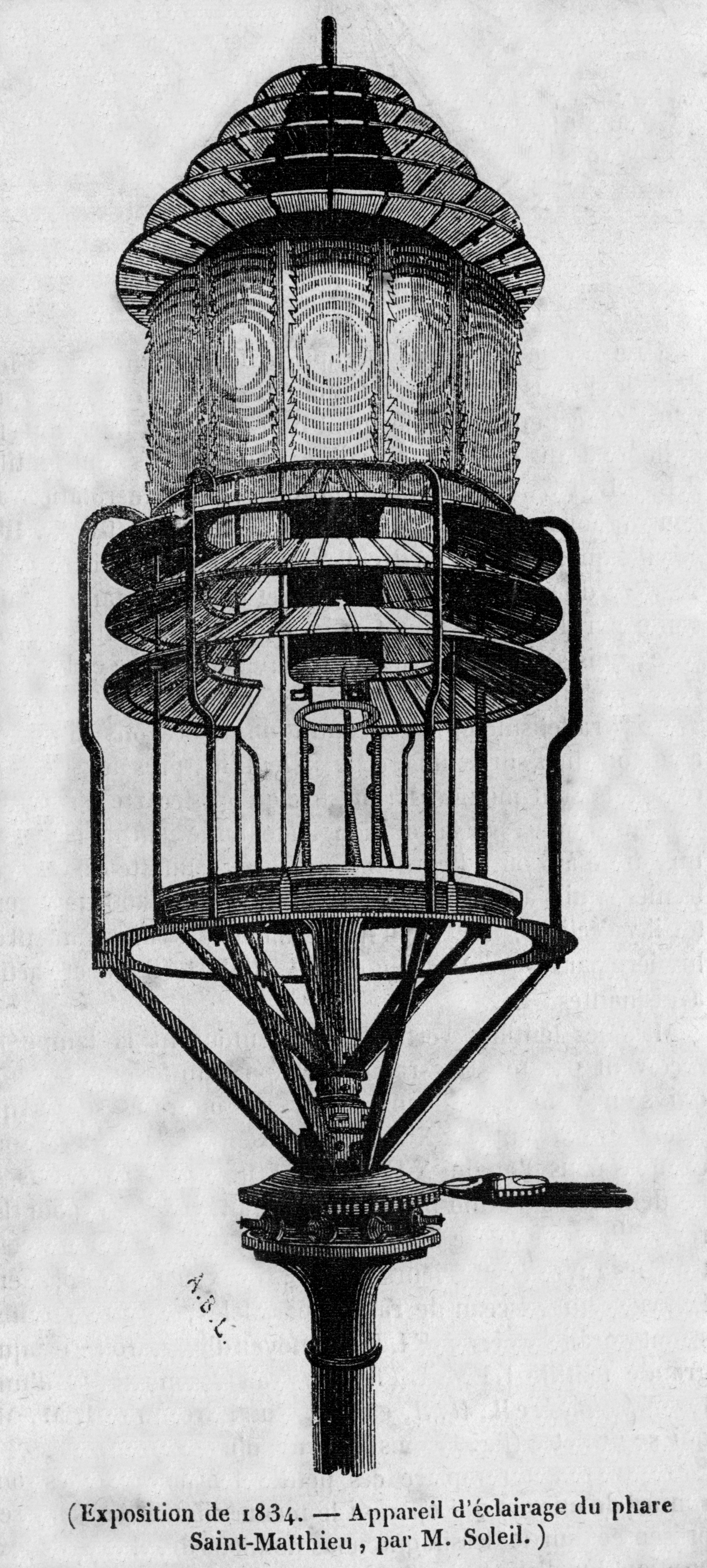
Exposition de 1834 — Appareil d'éclairage du phare Saint-Mathieu. Gravure du Magasin pittoresque, Paris, t. 2, p. 285.

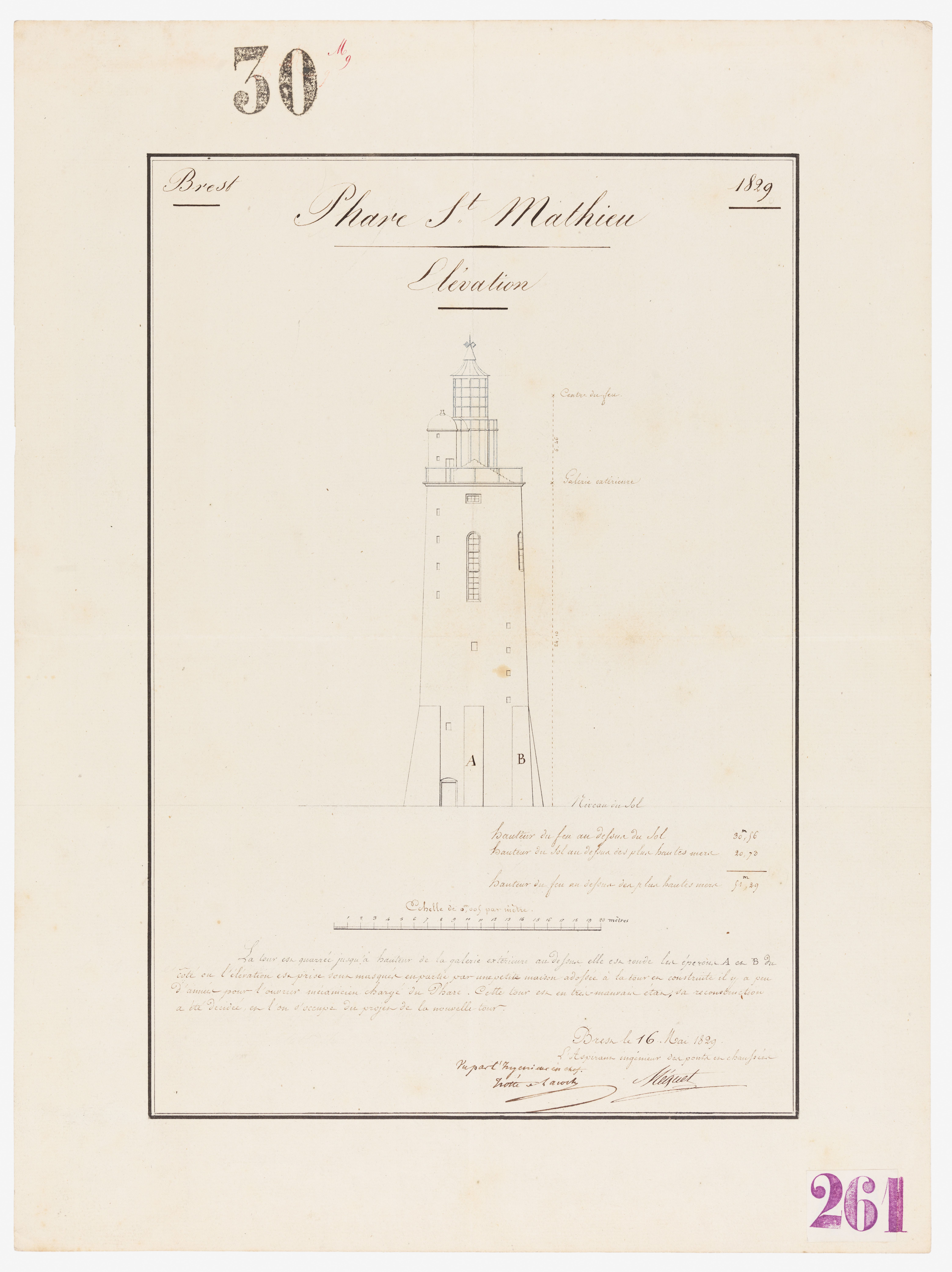
Elévation dressée pour la construction du phare de Saint-Mathieu (1829).

L'état de la tour de l'ancienne abbaye étant pitoyable, la Marine décide de financer et construire une nouvelle tour ronde en granite. La construction se fait en partie avec les pierres de l'abbaye Saint-Mathieu de Fine-Terre et donne naissance à une tour tronconique sur large soubassement circulaire. Elle est couronnée d'une terrasse circulaire ornée d'une corniche à denticule. Une enfilade de huit pièces (magasins, chambres des gardiens) sont disposées en anneau autour de la cage de l'escalier en vis qui en occupe le centre du fût de 3,2 mètres de diamètre intérieur et de 36 mètres de hauteur, dont la base est entourée d'une construction circulaire. L'escalier de 163 marches mène au feu tournant à 16 demi-lentilles placé à 55 m au-dessus du niveau de la mer qui est protégé par des glaces de 81 cm de côté et de 9 mm d'épaisseur. La mise en service a lieu le 15 juin 1835. Le feu à éclipses de 30 secondes en 30 secondes, dont la portée était de 35 km vers 1860, fonctionne d'abord à l'huile de colza, puis au pétrole avant d'être électrifié en 1932. Il s'agit désormais d'un feu à 1 éclat toutes les 15 s, à secteur blanc.
En 1900, le phare est équipé d’un "feu à pétrole" dont la pièce essentielle est  un brûleur au sein duquel le pétrole lampant, chauffé à 1400 degrés, se transforme en gaz qui, projeté via un "éjecteur"  au cœur d'un manchon d'amiante, se consume en provoquant une incandescence insupportable à l'œil nu, ce qui donne au feu une intensité nettement supérieure. Le 10 octobre 1911, l'appareil optique est posé sur un bain de mercure et ses caractéristiques changent : c'est depuis un feu à éclat d'une période de 15 secondes. Ces améliorations techniques permettent de supprimer le troisième poste de gardien.
Le phare est entièrement électrifié en mars 1932. En juin 1963, il prend son aspect actuel : tour peinte en blanc, marquée « SAINT-MATHIEU » en rouge, et bande rouge au sommet. Il est automatisé depuis 1996 et télécontrôlé depuis septembre 2005. Le phare n’est plus gardienné depuis février 2006. Il est ouvert au public tous les jours en juillet et août et plusieurs jours par semaine le restant de l’année.

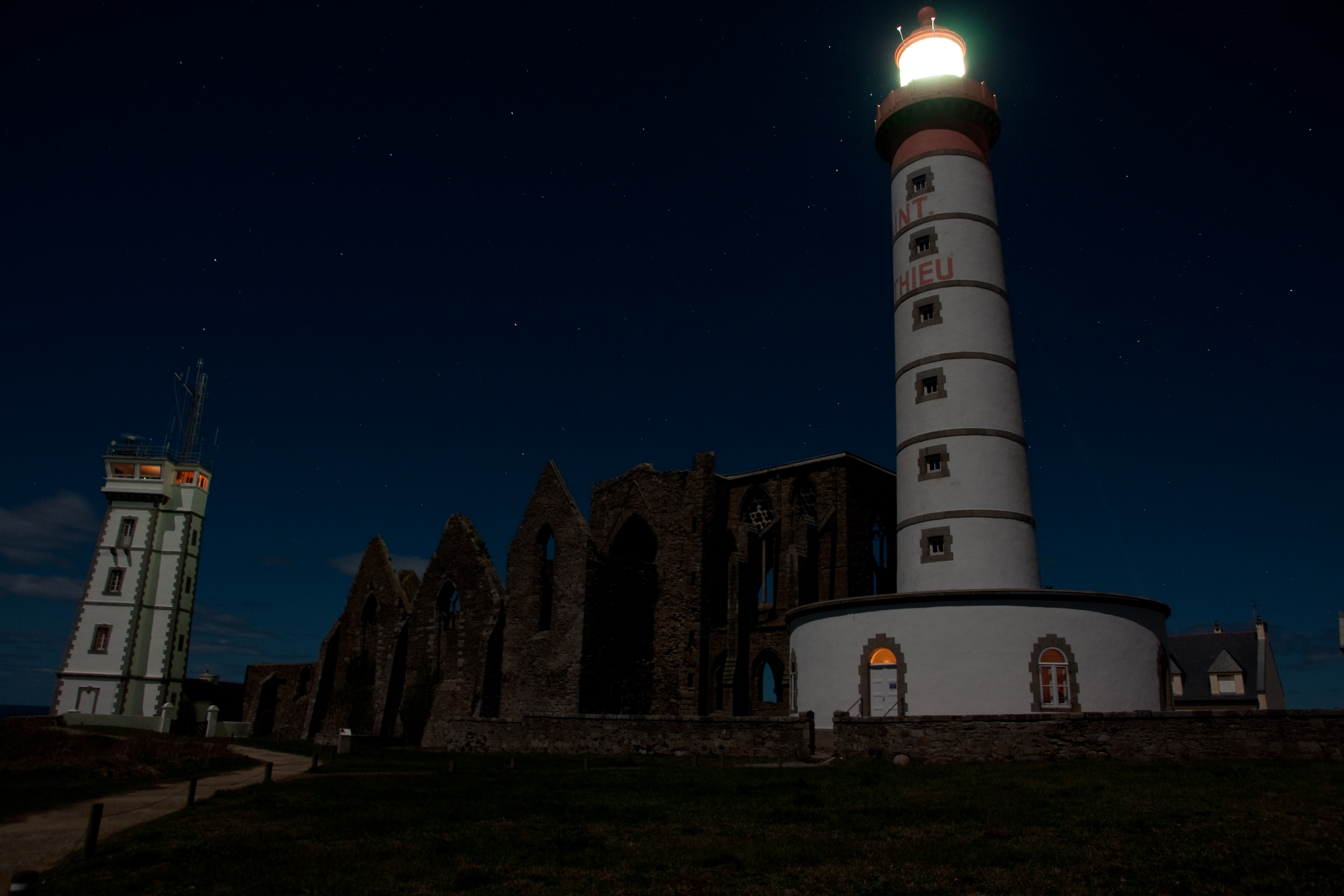
Phare et Abbaye de Saint-Mathieu de nuit.
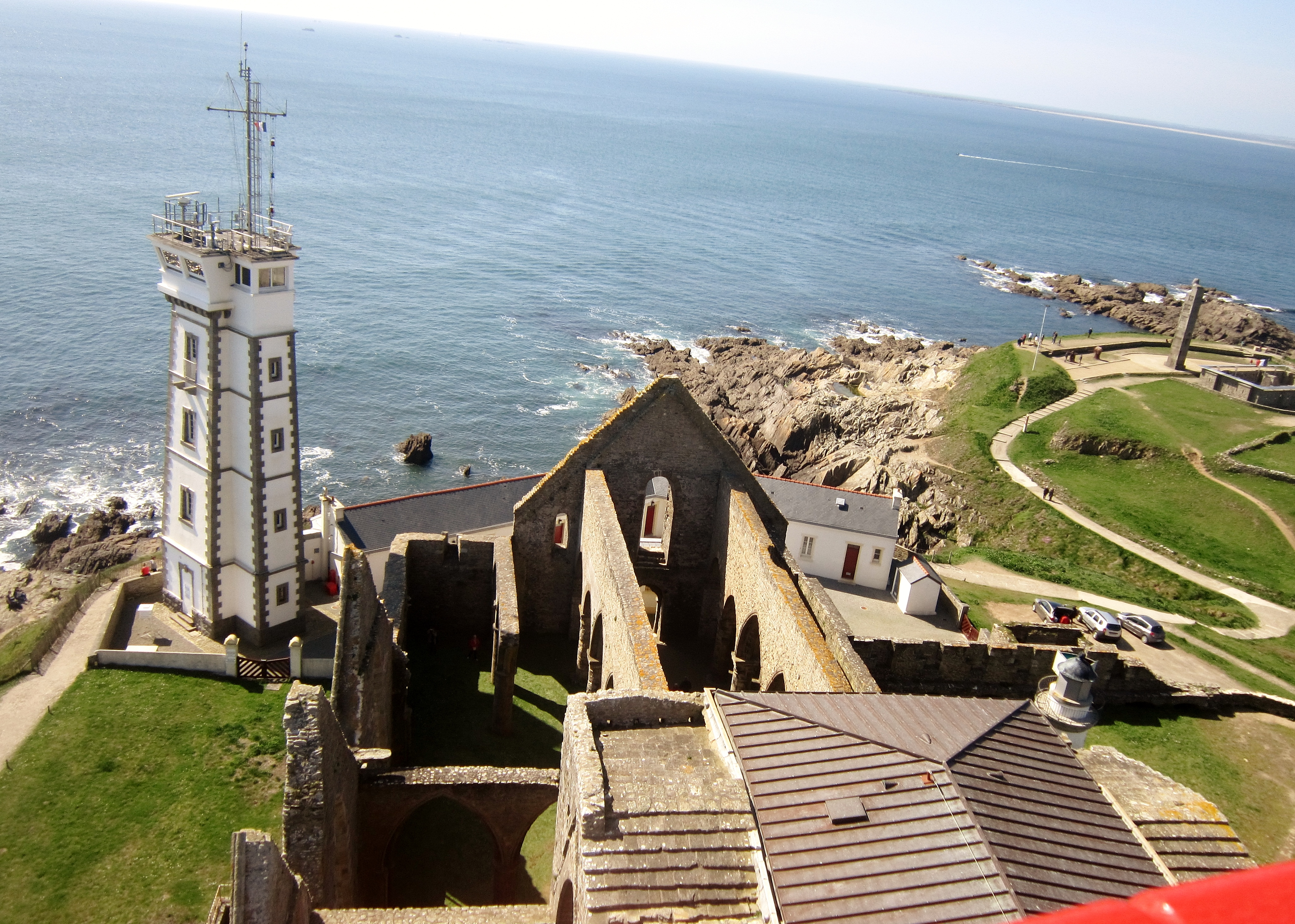
La Pointe Saint-Mathieu du sommet du phare : l'abbaye, le sémaphore et le Mémorial des marins morts pour la France.
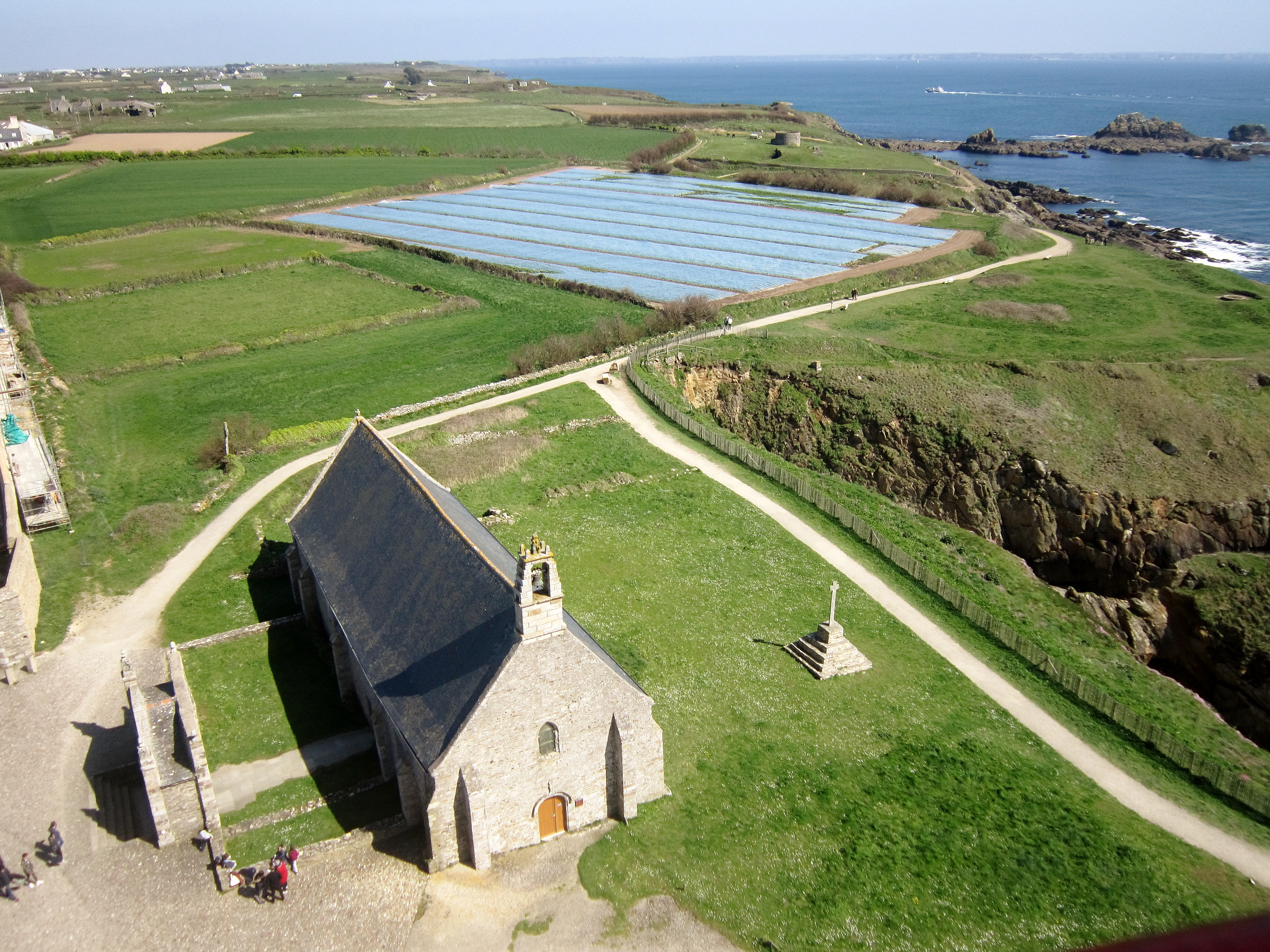
La Pointe Saint-Mathieu du sommet du phare : la chapelle Notre-Dame-de-Grâce et le littoral en direction de l'est.
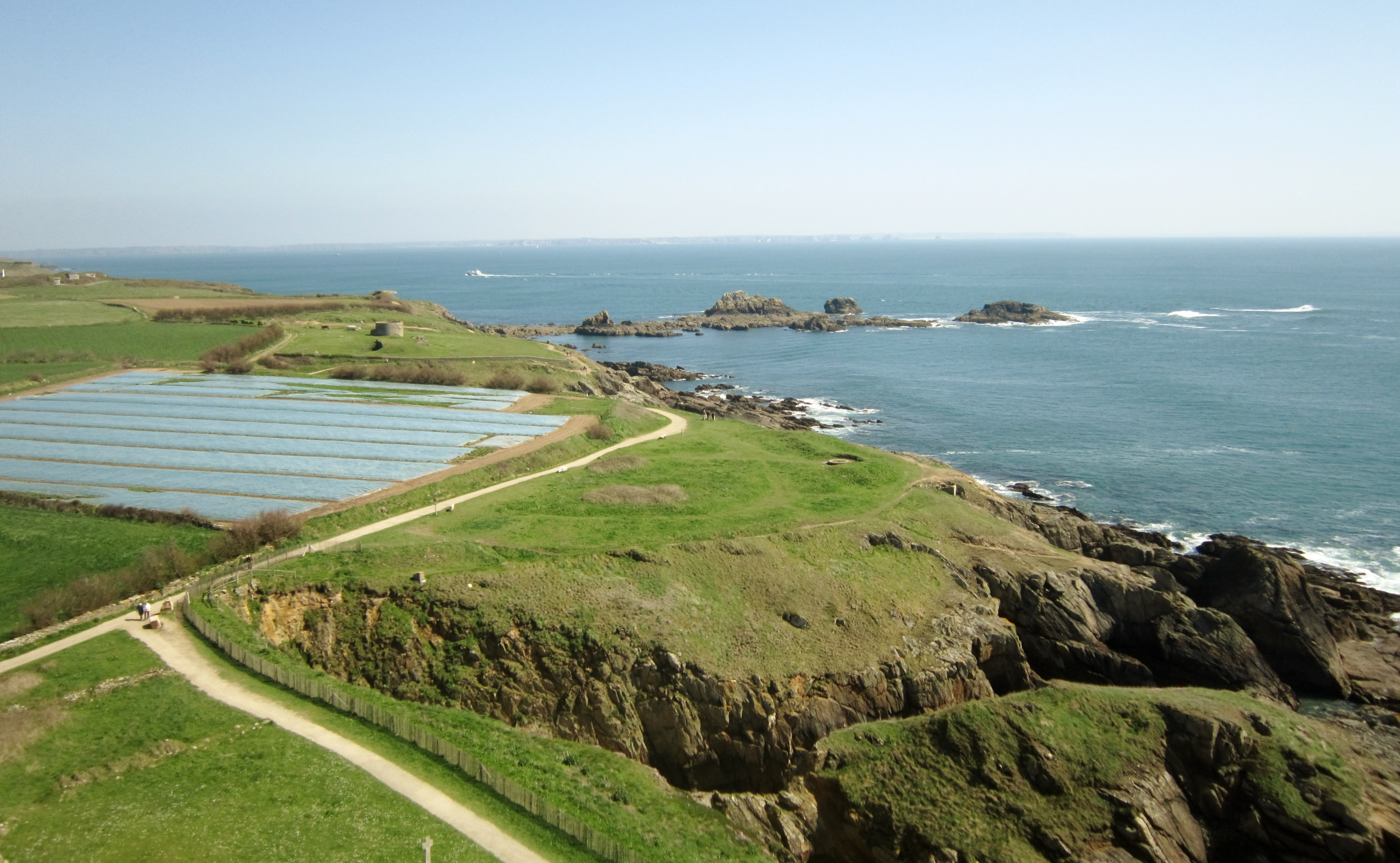
La Pointe Saint-Mathieu du sommet du phare : le littoral en direction de l'est (à l'arrière-plan les îlots rocheux des Rospects).
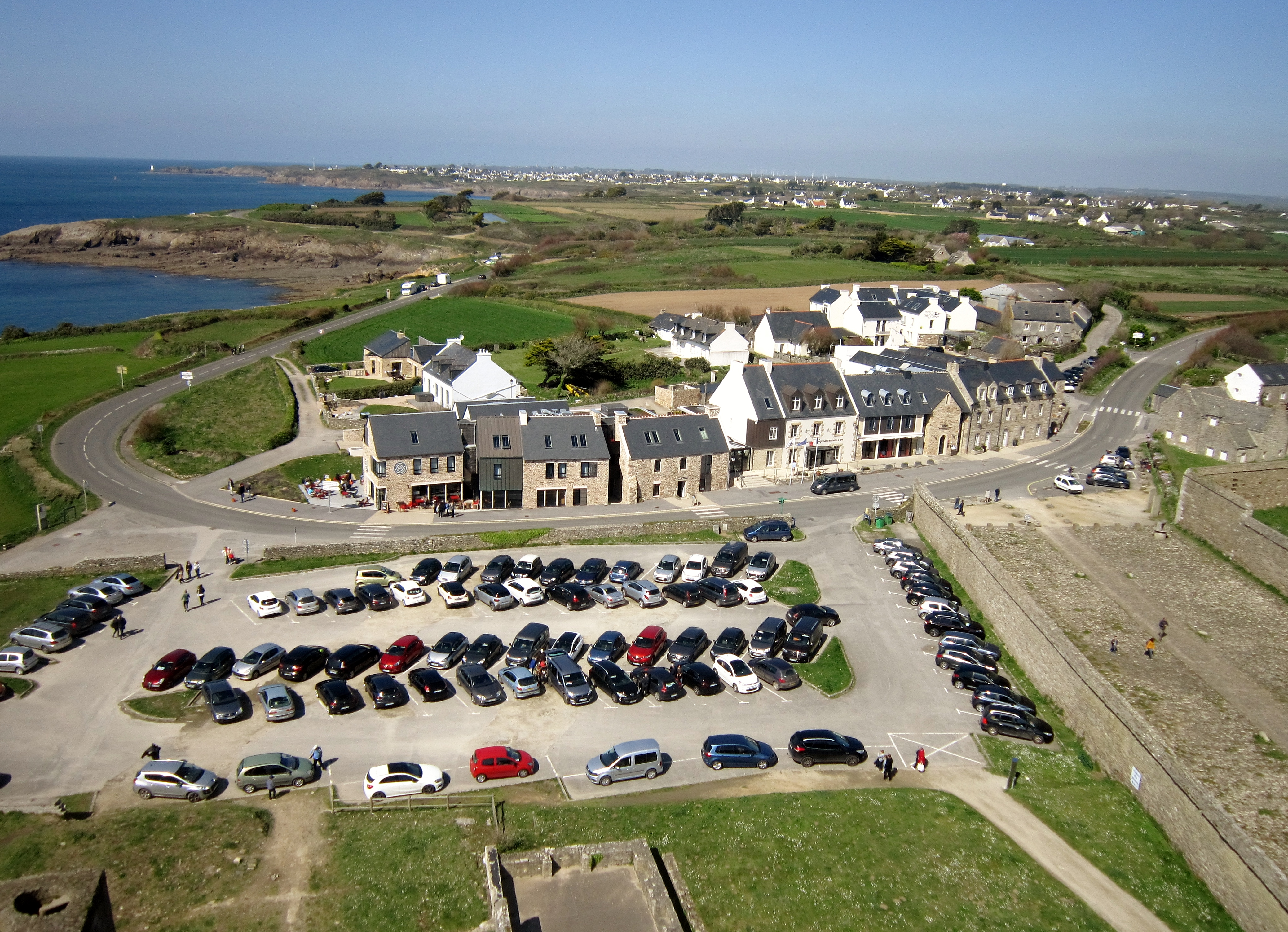
La Pointe Saint-Mathieu du sommet du phare : le  parking et le hameau de Saint-Mathieu.

## Audiovisuel
Le site du phare de Saint-Mathieu sert de toile de fond à la présentation des reportages de la saison 2012-2013 de l'émission Thalassa, sur France 3.

## Le phare dans les arts
En 2019, La Poste a émis un carnet de douze timbres à validité permanente intitulé « Repères de nos côtes » dans lequel figure le phare de Saint Mathieu.